# Андретти, Майкл
Майкл Ма́рио Андре́тти (англ. Michael Mario Andretti; род. 5 октября 1962, Бетлехем, штат Пенсильвания, США) — американский автогонщик, чемпион Формулы-Атлантик 1983 года, чемпион CART 1991 года, бронзовый призёр гонки 24 часа Ле-Мана 1983 года. Сын Марио Андретти, основателя гоночной династии. В 1993 году один сезон провел в чемпионате Формулы-1 в составе команды McLaren. Завоевал 3 место в Гран-при Италии, но после этого был заменён на Мику Хаккинена. В настоящее время осуществляет руководство собственной командой «Andretti Autosport», участвующей в чемпионатах IRL и ALMS. Его сын Марко, также является автогонщиком.

## Биография

### Начало карьеры
Майкл родился в семье Марио Андретти, ещё когда тот только начинал заниматься автоспортом в США. Участвовать в гонках начал уже в 10-летнем возрасте с картинга. В 1980 году перешёл в Формулу-Форд 1600 и быстро добился успеха — всего через год он выиграл северо-восточный дивизион чемпионата США по данной Формуле, победив в шести гонках. Одновременно с этим он перешёл на следующую ступень развития — принял участие в чемпионате Формулы-Super Vee. Через год он выиграл и этот чемпионат, также победив шестикратно. В 1983 году он выиграл титул в Формуле-Мундиаль, а также попробовал свои силы в гонках на выносливость, финишировав третьим в одном экипаже с отцом и Филиппом Альо. Наконец, в конце года он впервые принял участие в гонках основного чемпионата США в гонках на автомобилях с открытыми колесами, проехав три последних этапа CART и заработав четыре очка.

### CART
С самого первого полного сезона результаты Майкла пошли в гору. В 1984 году он трижды финишировал третьим и стал седьмым в чемпионате. В дебютной для себя гонке 500 миль Индианаполиса Андретти стал пятым и разделил звание «Новичок года» с Роберто Гуерреро. Через год подиум в общем чемпионате оказался только один, зато это было уже второе место, а в 1986 году он и вовсе впервые выиграл, причем трижды, много раз финишировал на подиуме и по результатам сезона стал вторым. В дальнейшем успешные выступления продолжились — вплоть до 1992 года он всегда финишировал в тройке лучших в чемпионате, исключением стал лишь 1988, когда он стал шестым. Пиком карьеры в «индикарах» для него стал 1991, когда он стал чемпионом, победив девять раз и лишь раз за сезон финишировав вне подиума. Вообще, с 1986 года и вплоть до окончания карьеры в 2001 Майкл завоевывал в CART хотя бы одну победу в каждом чемпионате, в котором участвовал. Не побеждал он только в 1993 — лишь потому что добившись титула, в 92 Андретти обратил своё внимание на чемпионат Формулы-1, решив попробовать в нём свои силы.

### Формула-1
Используя знакомство с одними из менеджеров Макларена Тайлером Александером, Майкл смог договориться о тестах в команде. Произошли таковые в начале 1991 года в Эшториле, и оказались они совсем короткими — всего 12 кругов, четыре из них на сухой трассе. В результате Рон Деннис подписал с американцем «тестовый контракт», который предполагал скорее то, что команда будет иметь его в виду в случае необходимости в гонщике, а вовсе не увеличение тестовой программы. В дальнейшем сезоне Майкл ещё лишь раз принял участие в тестах — в Маньи-Куре.
Так все оставалось вплоть до сентября 1992 (к этому моменту Андретти успел уже стать чемпионом CART), когда пути Майкла и Рона вновь пересеклись. Менеджер Макларена оказался в трудной ситуации: команда потеряла контракт с поставщиком двигателей Honda, Герхард Бергер ушёл в Феррари, а Сенна присматривал себе место в Уильямсе, за рулём которого Мэнселл годом ранее выиграл чемпионат, что называется, «в одну калитку». Несмотря на трудности в защите титула, Андретти продолжал показывать высокие результаты и побеждать в гонках. Результатом переговоров стал годичный контракт с возможностью продления ещё на два года. Сам Рон таким образом выразил своё мнение об американце:

Я думаю, он может побеждать в Гран-при, и побеждая в этих Гран-при, может стать чемпионом. Не важно, из какой ты страны, важно насколько сильно ты желаешь победы. Требуются жажда побед и агрессивность в гонке, и я считаю, что в мире меньше пяти пилотов, обладающих необходимой для этого агрессивностью.
Оригинальный текст (англ.)I think he can win Grands Prix, and in the process of winning those GPs he can become the World Champion. It's not a question of which country you come from. It's how best you demonstrate that desire to win. You've got to have that desire to win, and the aggression in traffic. And there are probably fewer than five drivers in the world that I consider to have the necessary aggression.

Андретти же, со своей стороны, согласился на сделку, потому что Деннис заверил его, что на 90 % уверен в том, что на новый сезон команде удастся заполучить двигатели Рено, обеспечившие Мэнселлу такой лёгкий титул. На первый взгляд казалось, что американцу удастся сразу оказаться в конкурентоспособной команде и быть в состоянии побеждать. В реальности практически сразу начались проблемы. В октябре 1992 года ФИА объявила, что в течение сезона будут разрешены тесты исключительно на автодромах в стране приписки каждой команды. В дополнение, ограничивалось число комплектов резины, которые можно использовать во время гоночных уикендов, а также число кругов во время тренировок. Все это сильно уменьшало шансы Майкла, так как с европейскими трассами он был совершенно не знаком.
Вдобавок ко всему из сделки с Рено ничего не вышло, и пришлось срочно искать замену. В отсутствие вариантов команда была вынуждена заключить контракт с Фордом, причем клиентский — основным партнёром американской компании была команда Бенеттон. Андретти начал тесты в декабре 1992 года в Барселоне за рулем машины со старым двигателем Хонда, а затем и с новым фордовским. Оказалось, что он проигрывает заводским бенеттоновским Фордам 30—40 лошадиных сил, а чемпионским Рено — не менее 60—80. Кроме того, приходилось привыкать к активной подвеске, трекшн-контролю, полуавтоматическим коробкам передач и прочим электронным штучкам, начисто отсутствующим в Индикаре. Наконец, отдельной проблемой длительностью в сезон оказалось решение команды использовать электронику TAG, а не «родную» фордовскую, и связанные с этим сложности синхронизации.
В качестве напарника Деннис изначально хотел нанять Сенну. Бразилец, недовольный уровнем выступлений команды в 1992 году, вначале не желал подписывать контракт на весь сезон, и Рону удалось лишь уговорить его заключать на каждую отдельную гонку новый договор. Чтобы застраховать себя от возможного отказа чемпиона, Деннис нанял в качестве резервного пилота Хаккинена, и наличие рядом такого молодого и жадного до выступлений гонщика вовсе не добавляло Андретти спокойствия. Свою роль в нервозности положения Андретти в команде сыграло и его решение не переселяться в Европу. Его отец Марио считал, что это вовсе и не нужно, как и частая работа на тестах, но с его времён в Формуле-1 многое изменилось. Если тогда можно было поучаствовать в заездах и тем и ограничиться, то в 1990-х годах было важно непрерывно тестировать и настраивать машину, да и для улучшения атмосферы в команде следовало проводить больше времени с ней. Андретти считал, что в случае необходимости его присутствия на тестах достаточно позвонить, и через шесть часов он будет на месте — команда же считала, что гораздо лучше тот, кто может прибыть через полчаса и к тому же не страдает от акклиматизации. С необходимостью улетать в США возникали и другие проблемы — так, на тестах в феврале его участие было ограничено из-за неполадок электроники, а когда неполадки были устранены, он уже отбыл домой, и тесты провел Хаккинен.
Не смущённый всеми этими проблемами, Андретти начал выступления полный решимости. Результаты же разочаровали. В первой квалификации дебютного этапа в ЮАР он добился шестого места, которое превратилось в девятое после проблем с электроникой и двигателем в субботу. В принципе, неплохо для начала, хотя и более чем в трёх секундах от поула и ровно в трёх от партнёра, но в гонке он сначала заглох на старте, из-за чего ушёл в гонку с круговым отставанием, а уже на четвёртом круге врезался в Уорика. На следующем этапе в Бразилии результат в квалификации улучшился — он стал пятым, менее чем в секунде от Сенны — но сначала из-за недостатка опыта стартов с места он банально «проспал» сигналы светофора, а потом столкнулся с Бергером. Попытка отыграться в Донингтоне, где Сенна буквально растерзал всех соперников, привела только к столкновению с Ведлингером. Получалось, что за первых три этапа он прошёл лишь четыре круга — тогда как Сенна за это время выиграл две из трёх гонок. В сочетании с постоянными перелетами всё это вызвало разговоры, что он просто недостаточно сильно старается.
В следующей гонке в Сан-Марино на тренировке он разбил машину из-за особенностей активной подвески: при выходе из последней шиканы автомобиль подскочил на бордюре, подвеска приняла это за увеличение дорожного просвета, предприняла усилия к его снижению, автомобиль буквально «сел на брюхо» и отправился прямо в стену. Несмотря на то что из-за подобной особенности несколько раз вылетал и Сенна, все шишки достались Майклу. В гонке же он вылетел из-за проблем с задними тормозами — только потому, что не смог вовремя изменить настройку тормозного баланса. В Испании наконец пришли результаты — несмотря на плохую управляемость, он смог квалифицироваться всего в полутора секундах от Сенны, а в гонке спокойно финишировал пятым — впервые в очках. Тем не менее, слухи о его грядущем увольнении с заменой на Хаккинена продолжали циркулировать.
В это же время Рон Деннис пытался использовать присутствие Хаккинена как способ мотивации Майкла — в частности, говорил ему, что финн нанят не для сидения сложа руки, и что ему тоже требуется время за рулем. Помогло это или нет, неясно, но в Монако всё пошло наперекосяк. Показав 19-е время в пятницу, он смог подняться до 9-го, а на старте из-за нечеткого переключения передач пропустил почти всех, после чего въехал в Фабрицио Барбаццу и потерял почти круг на смене переднего обтекателя. Последующий прорыв через весь пелотон уже никого не интересовал, ведь Сенна снова победил — а Андретти снова остался без очков. В Канаде все пошло почти так же — квалифицировавшись 12-м, он стартовал с пит-лейн из-за неисправности батареи — уже с отставанием в три круга — и финишировал 14-м.
В дальнейшем отсутствие результатов со стороны гонщика вызвало также и отсутствие особых усилий со стороны команды. Во Франции какие-то странные неполадки с телеметрией привели к тому что он стартовал лишь 16-м, и после этого даже впечатляющий прорыв на шестое место — второй раз в очки — особо не впечатлял[кого?]. В Великобритании его вновь развернуло на первом круге, а в Германии продолжились странности с электроникой. Сначала на тренировке ему пришлось возвращаться в боксы на трёх колесах, потом в квалификации отказала коробка передач, а на четвёртом круге он снова столкнулся с Бергером и сошёл. В Венгрии он прорвался было на шестое место, и успешно защищался от атак Шумахера — но отказал дроссель.
К этому моменту Деннис не только утвердился во мнении, что контракт не следует продлевать, но и не намеревался даже дать американцу закончить сезон. Хаккинену он пообещал дать возможность выступить минимум в трёх Гран-при, и тот факт что Сенна к этому моменту подписал наконец постоянный контракт, означал что Майклу придется подвинуться. Майкл, также не горящий желанием излишне продлевать малоприятные взаимоотношения, решил отбыть как можно скорее — проведя два последних Гран-при в Бельгии и Италии. В первой из двух гонок его настигли обычные неполадки с электроникой, из-за чего он ещё до начала реальной гонки оказался отстающим на круг, а к финишу смог стать восьмым. В Монце вначале было то же самое — проблемы в тренировке, разворот на старте в первой шикане и 20-е место после пит-стопа. Однако затем соперников постигла целая эпидемия сходов, и это вкупе с отличным темпом самого Андретти позволило ему добиться своего лучшего результата в карьере — третьего места на подиуме. После этого он отбыл из расположения команды и вернулся в CART, успев заработать лишь 7 очков, чего хватило для одиннадцатого места в чемпионате. Впоследствии в 2008 сын Майкла, Марко Андретти, в интервью утверждал, что со стороны команды в 1993 имел место саботаж в отношении его автомобиля, якобы с целью освободить место для Хаккинена — но как Сенна, так и Хаккинен позже в сезоне, страдали от аналогичных проблем как с электроникой, так и с двигателем.

### Возвращение в CART
По возвращении в чемпионат CART в 1994 году Майкл немедленно восстановил прежний уровень выступлений. В первой же гонке на трассе Сёрферз-Пэрадайз в Австралии он одержал победу, которая стала первой в чемпионате для шасси Reynard. Побеждать вообще удавалось не очень часто, но регулярно. Бороться же за титул уже не получалось. Лишь в 1996 году он вновь стал вице-чемпионом серии, проиграв чемпиону Джимми Вассеру всего 22 очка, а в 2001 году — бронзовым призёром чемпионата.
Начиная с 2001 года Майкл начал постепенно переходить от просто гонок к руководству гоночным коллективом. Начав с приобретения в 2001 доли в Team KOOL Green для собственных выступлений в CART и Инди-500 под именованием Team Motorola, в 2003 году он начал полноценное участие в качестве совладельца команды. Название, соответственно, было изменено на Andretti Green Racing. Одновременно с этим после участия в Инди-500 того же года Андретти принял решение прекратить выступления на постоянной основе.
Руководство командой началось со смелого шага — предвидя начинающиеся проблемы чемпионата CART, Майкл перевел команду в конкурирующий чемпионат — IRL. После полусезона адаптации пилотам команды в новом чемпионате сопутствовал успех. В следующих же двух сезонах команде достались все четыре титула, два командных и два личных. Чемпионами серии стали гонщики AGR Тони Канаан и Дэн Уэлдон. Также гонщикам команды дважды, в 2005 и 2007, удавалось победить в 500 милях Индианаполиса.
В настоящее время[когда?] команда остается одним из лидеров чемпионата Indycar, а также участвует в ALMS. В сезоне 2008/09 представляла США в гоночной серии А1 Гран-при. С 2010 года Андретти выкупил команду целиком и переименовал её в Andretti Autosport.

### Неудачи в Индианаполисе
Наряду со своим отцом Майкл выделяется подверженностью так называемому «Проклятию Андретти» в Индианаполисе. После победы Марио в 500 милях Индианаполиса 1969 за долгие годы никому из представителей семейства Андретти не удавалось победить в этой гонке. Лично Майкл имеет на своём счету множество неудачных попыток выступления: в 1991 он лидировал за 12 кругов до финиша, но стал лишь вторым после Рика Мирза. В 1992 лидировал три четверти дистанции — но за 11 кругов до финиша отказал топливный насос. Также он сходил, лидируя, в 1989 и 1995. В 2001, вернувшись в Индианаполис после пяти лет отсутствия, он лидировал в течение 16 кругов к моменту приостановки гонки из-за дождя. Будь остановка окончательной, он стал бы победителем, но дождь кончился, заезды возобновили, и после прокола и столкновения на пит-лейне с будущим победителем Каштроневешем Андретти финишировал лишь третьим. В 2002 он в принципе не боролся за победу, а в 2003 пролидировал 28 кругов из первых 98, но снова сошёл.
В 2006 году, уже закончив активную пилотскую карьеру, Майкл решил вернуться за руль в Индианаполисе, чтобы помочь выступлению своего сына Марко, который в тот год дебютировал в Индикаре. За четыре круга до финиша он лидировал в гонке, ещё через круг пропустил сына на первое место, но в конце гонки Марко всё равно не удалось прервать череду неудачных финишей для семьи — он стал лишь вторым, пропустив на первое место Сэма Хорниша-младшего лишь на стартовой прямой. Ещё через год Майкл в последний раз вышел на старт гонки, квалифицировавшись лишь 11-м и финишировав 13-м, чем подвел неутешительный итог своей карьеры в Инди-500 как пилота. В истории он является обладателем сомнительного рекорда — он лидировал в течение 431 круга дистанции, но ни разу не смог победить: лучшим результатом так и осталось второе место на заре карьеры в 1991.
В качестве владельца команды Майкл оказался куда более успешен. Уже в 2005, всего через три года после вступления во владение командой, автомобиль его команды победил в Инди-500. Выпить победного молока смог будущий чемпион сезона Дэн Уэлдон, а через два года гонку выиграл другой гонщик AGR — Дарио Франкитти.

### Личная жизнь
Майкл — представитель знаменитой гоночной династии Андретти. Его отец — Марио Андретти, легендарный гонщик, чемпион мира Формулы-1 и CART, участник NASCAR, его родной брат Джефф Андретти также выступал в Индикаре. Дядя Майкла, брат Марио — Альдо Андретти — также участвовал в гонках, но прекратил карьеру из-за травм, полученных в аварии. Джон Андретти, сын Альдо и двоюродный брат Майкла, участвовал сначала в IndyCar, затем до настоящего времени — в NASCAR, а также в 2007—2011 годах участвовал в Инди-500. Другой сын Альдо, Адам Андретти, также гонщик. А в 2005 гоночную карьеру в Индикаре начал и сын Майкла — Марко. Семейство Андретти — первое в истории автоспорта, в котором в одном чемпионате (CART/Champ Car/Indycar) в разные моменты времени выступали пять родственников — соответственно Марио, Майкл, Джефф, Джон и Марко, причем четверо (не считая Марко) в 1990—1992 и 1994 годах соревновались одновременно.

## Результаты выступлений

### Индианаполис-500

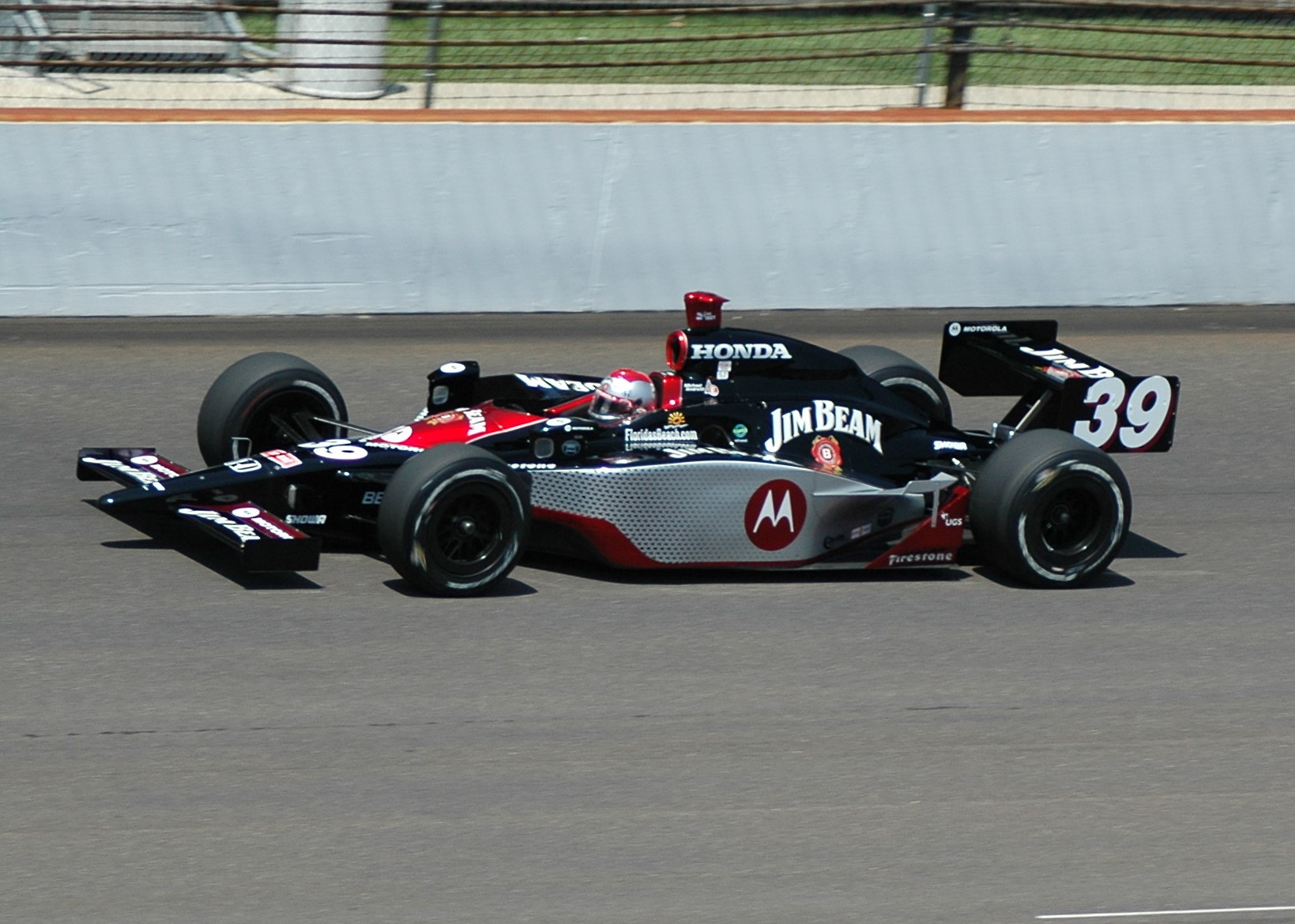
Майкл Андретти на Инди 500 в 2007 году

| Год  | Шасси   | Двигатель  | Старт | Место |
| ---- | ------- | ---------- | ----- | ----- |
| 1984 | March   | Cosworth   | 4     | 5     |
| 1985 | Lola    | Cosworth   | 15    | 8     |
| 1986 | March   | Cosworth   | 3     | 6     |
| 1987 | March   | Cosworth   | 9     | 29    |
| 1988 | March   | Cosworth   | 10    | 4     |
| 1989 | Lola    | Chevrolet  | 21    | 17    |
| 1990 | Lola    | Chevrolet  | 5     | 20    |
| 1991 | Lola    | Chevrolet  | 5     | 2     |
| 1992 | Lola    | Cosworth   | 6     | 13    |
| 1994 | Reynard | Cosworth   | 5     | 6     |
| 1995 | Lola    | Cosworth   | 4     | 25    |
| 2001 | Dallara | Oldsmobile | 21    | 3     |
| 2002 | Dallara | Chevrolet  | 25    | 7     |
| 2003 | Dallara | Honda      | 13    | 27    |
| 2006 | Dallara | Honda      | 13    | 3     |
| 2007 | Dallara | Honda      | 11    | 13    |

### Формула-1
| Легенда к таблице |                                                                    |
| --- | ------------------------------------------------------------------ |
| В таблице перечислены результаты всех Гран-при Формулы-1, в которых принимал участие гонщик. Строками таблицы являются сезоны, столбцами — этапы чемпионата мира. В каждой клетке указаны сокращённое название этапа и результат, дополнительно обозначенный цветом. Расшифровка обозначений и цветов представлена в нижеследующей таблице. |                                                                    |
| \| Пример \| Описание \| \| ------------ \| ------------------------------------------------------------------ \| \| 1 \| Победитель \| \| 2 \| Второе место \| \| 3 \| Третье место \| \| 5 \| Финишировал, заработав очки \| \| Сход \| Не финишировал, но при этом заработал очки \| \| 12 \| Финишировал, не получив очков \| \| НКЛ \| Финишировал, но не попал в финальную классификацию \| \| 15 \| Участвовал вне зачёта, либо по отдельной классификации \| \| 18 \| Не финишировал, но попал в финальную классификацию \| \| Сход \| Не финишировал \| \| НКВ \| Не прошёл квалификацию \| \| НПКВ \| Не прошёл предквалификацию \| \| ДСК \| Дисквалифицирован \| \| ИСК \| Исключён из протокола соревнований \| \| ТТ \| Заявлен для участия только в тренировках \| \| НС \| Участвовал в квалификации, но не стартовал в гонке \| \| Т \| Травмирован или болен \| \| ОТК \| Отказ от участия \| \| НТР \| Прибыл на соревнования, но на трассу не выезжал \| \| НПР \| Был заявлен в числе участников, но не прибыл к началу соревнований \| \| О \| Соревнования отменены \| \| \| Не участвовал \| \| Поул-позиция \| \| \| Быстрый круг \| \| |                                                                    |
| Пример | Описание                                                           |
| 1 | Победитель                                                         |
| 2 | Второе место                                                       |
| 3 | Третье место                                                       |
| 5 | Финишировал, заработав очки                                        |
| Сход | Не финишировал, но при этом заработал очки                         |
| 12 | Финишировал, не получив очков                                      |
| НКЛ | Финишировал, но не попал в финальную классификацию                 |
| 15 | Участвовал вне зачёта, либо по отдельной классификации             |
| 18 | Не финишировал, но попал в финальную классификацию                 |
| Сход | Не финишировал                                                     |
| НКВ | Не прошёл квалификацию                                             |
| НПКВ | Не прошёл предквалификацию                                         |
| ДСК | Дисквалифицирован                                                  |
| ИСК | Исключён из протокола соревнований                                 |
| ТТ | Заявлен для участия только в тренировках                           |
| НС | Участвовал в квалификации, но не стартовал в гонке                 |
| Т | Травмирован или болен                                              |
| ОТК | Отказ от участия                                                   |
| НТР | Прибыл на соревнования, но на трассу не выезжал                    |
| НПР | Был заявлен в числе участников, но не прибыл к началу соревнований |
| О | Соревнования отменены                                              |
| | Не участвовал                                                      |
| Поул-позиция |                                                                    |
| Быстрый круг |                                                                    |

| Сезон | Команда          | Шасси         | Двигатель                | Ш | 1        | 2        | 3        | 4        | 5     | 6     | 7      | 8     | 9        | 10       | 11       | 12    | 13    | 14  | 15  | 16  | Место | Очки |
| ----- | ---------------- | ------------- | ------------------------ | - | -------- | -------- | -------- | -------- | ----- | ----- | ------ | ----- | -------- | -------- | -------- | ----- | ----- | --- | --- | --- | ----- | ---- |
| 1993  | Marlboro McLaren | McLaren MP4/8 | Ford Cosworth HB7 3,5 V8 | G | ЮАР Сход | БРА Сход | ЕВР Сход | САН Сход | ИСП 5 | МОН 8 | КАН 14 | ФРА 6 | ВЕЛ Сход | ГЕР Сход | ВЕН Сход | БЕЛ 8 | ИТА 3 | ПОР | ЯПО | АВС | 11    | 7    |